# Grec xipriota
El grec xipriota (grec, kipriakí diálektos Κυπριακή διάλεκτος o kipriakà Κυπριακά) és un dialecte de la llengua grega parlat per unes 750.000 persones a Xipre, i per uns centenars de milers més a l'estranger.
El dialecte xipriota és la llengua parlada quotidianament però en contextos formals (per exemple a escola) i entre desconeguts es considera que el correcte és parlar el grec estàndard. L'ús del dialecte es considera estigmatitzant en determinats cercles de poder o de cultura. Hi ha una situació de diglòssia semblant a la que es patia a Grècia al segle xix entre el grec demòtic i el katharévussa. Per altra banda el dialecte xipriota és l'únic que té una presència important a internet comparat amb els altres dialectes del grec modern que encara tenen vitalitat: el grec cretenc, el tsacònic, i el pòntic.

## Història i literatura
El modern dialecte xipriota no és pas una evolució de l'antic grec arcadoxipriota, sinó que ha evolucionat a partir del grec koiné, com la resta de dialectes del grec modern, i comparteix caractístiques amb dialectes del Dodecanès i de Quios. Xipre va estar aïllada de la resta del món de parla grega entre els segles 7 al 10 pels àrabs. L'illa va ser reintegrada a l'Imperi Romà d'Orient el 962. Després, el 1191 va ser conquerida a la Tercera Croada. Aquest aïllament ha fet desenvolupar una gran quantitat de característiques lingüístiques diferents del grec medieval.
La legislació del Regne de Xipre durant l'edat mitjana es va escriure en el dialecte. Altres importants obres medievals són les cròniques de Leontios Makhairas i George Boustronios.
El dialecte ha estat utilitzat per poetes com Vasilis Michaelides i Dimitris Lipertis. També és la llengua tradicional de les cançons populars, com les τσιαττιστά (batalles de poesia) i la tradició dels ποιητάρηες (bards).
Existeixen produccións de televisió en dialecte, generalment comèdies o telenovel·les.

## Característiques fonològiques
Les consonants dobles han preservat la pronunciació marcada del grec antic.
Les plosives sordes dobles (ττ, ππ, κκ) es pronuncien aspirades ([tʰ], [pʰ], [kʰ] or [cʰ] segons la vocal següent). La resta de consonants dobles es pronuncien geminades (λλ com [lː], μμ com [mː], etc.)
Palatalització extrema de les velars gregues quan van seguides de vocals anteriors [e] i [i] i la semivocal [j], molt similar al desenvolupament de l'italià des del llatí. La palatalització del grec estàndard de les velars en palatovelars ([k] > [c] and [x] > [ç]), en xipriota arriba a africades palatoalveolars ([tʃ]) o fricatives ([ʃ]). Exemples: 
- Kappa: estàndard καί [ce] i, xipriota [dʒai]; estàndard εκείνος [e'cinos] aquell, xipriota ['tʃinos]
- σ+κ palatalitzada, estàndard [sc], esdevé la doble fricativa[ʃː]
- Doble κκ palatalitzada, estàndard [k], esdevé africada aspirada [tʃʰ]
- χ palatalitzada, esàndard [ç], esdevé la fricativa [ʃ]. Aquest so del dialecte es representa en l'escriptura usualment com σι davant de vocal.

La palatalització extrema també afecta les semivocals [ʝ]/[ç] (sonora/sorda) del grec estàndard, que afecten la consonant anterior de diferents maneres. Exemples: ποιός [pços], en xipriota πκοιός [pcos] o [pʃos]; σπίτια [ˈspitça], en xipriota σπίθκια [ˈspiθka].
Sonorització de les fricatives φ, θ i χ (que eren aspirades en grec antic) davant de líquides i nasals, passant a β, δ i γ respectivament. (exemple γρόνος (xipriota) en comptes de χρόνος (any), άδρωπος (xipriota) en comptes de άνθρωπος (persona).
Eliminació de les fricatives sonores β, δ, γ, en posició intervocàlica, exemple κοπελλούδιν > κοππελούιν nen petit.
Les regles del grec estàndard per a l'eliminació de [n] final de paraula segons el so següent són diferents en xipriota, la [n] final apareix molt més sovint en xipriota.

## Característiques gramaticals
- Participi present acabat en -οντα en comptes -οντας.

- Arcaismes com l'ús d'infinitius com noms (exemple το δειν, la mirada)

- Informalment, el sufix turc -lik, deformat com -λίκκι(ν), es fa servir per obtenir el nom abstracte d'un nom concret. Per exemple, de "ο πρόεδρος" (el president) es forma "το προεδριλίκκι" (la presidència).

- Sufixos diminutius -ούης/-ούα/-ούι(ν) (masculi, femení, neutre, respectivament), en comptes dels estàndards -άκης/-ίτσα/-άκι. Els sufixos xipriotes deriven de les formes originals -ούδης/-ούδα/-ούδι(ν) amb caiguda de delta intervocàlica.

- La forma del verb ser és: ένι i εν en comptes de είναι. εν és ambigu amb la partícula negativa (εν, que resulta homòfona en xipriota, estàndard δεν) davant d'un verb (exemple εν πειράζει = δεν πειράζει "no passa res") o el verb copulatiu (exemple εν καλά = είναι καλά "està bé").

- "έννα" com a partícula de futur, en comptes de l'estàndard "θα" (totes dues formes històricament són contraccions diferents de la paràfrasi θέλει νά voler que)

- τούτος com a demostratiu genèric, i demostratius espacials específics τζείνος, -η, -ο ('aquell') (estàndard εκείνος).

- L'ordre de pronoms objecte i verb és diferent de l'estàndard, exemple: "(Ell) em va dir" és xipriota és "Είπεν μου" en comptes de la forma estàndard "μου είπε"

## Característiques lèxiques
El vocabulari xipriota té manlleus de l'italià, provençal, turc i anglès, a més de paraules només pròpies de Xipre. A més, sense ser pas musulmans es fan servir expressions àrabs com inshallah (si Déu vol) o mashallah (el que Déu vulgui) que han esdevingut part del vocabulari. També es conserven paraules del grec antic que ja no es fan servir en grec modern estàndard.

## Escriptura del dialecte
Si bé s'escriu σι per representar [ʃ], aquesta grafia pressuposa una vocal següent, per exemple, σιέρι. Quan [ʃ] es troba al final de la paraula o abans d'una consonant (en paraules manllevades), la grafia σι ja no serveix. Per exemple la paraula [paʃ] (del turc baş per "principal", o "cap"), no es pot escriure πάσι, que s'interpreta com [pasi], per això els xipriotes sovint recorren a formes alternatives com doblar la sigma σς o fins i tot usar la grafia anglesa sh: πασς o παsh.